# Złoże gniazdowe
Złoże gniazdowe – naturalne nagromadzenie w skorupie ziemskiej kopalin lub minerałów  w skupiskach (gniazdach) o niezbyt dużych rozmiarach i różnego, nieregularnego kształtu, występujące w postaci odosobnionego skupienia, niezwiązanego z zaleganiem warstw otaczających.
- złoża gniazdowe są efektem różnorodnych procesów geologicznych, w większości metamorficznych.
- są to złoża niewielkie, zwykle od kilku do kilkudziesięciu metrów.
- przykładem złóż gniazdowych są złoża boksytów i kruszców cynkowo-ołowiowych.